# Maggie Castle
Margaret Castle (Montréal, 7 agosto 1983) è un'attrice canadese.

## Filmografia

### Cinema
- Vincent et moi, regia di Michael Rubbo (1990)
- La freccia azzurra, regia di Enzo D'Alò (1996) (voce)
- The Jackal, regia di Michael Caton-Jones (1997)
- Edgar and Jane, regia di Jay Baruchel – cortometraggio (2002)
- Fast Food High, regia di Nisha Ganatra (2003)
- The Perfect Man, regia di Mark Rosman (2005)
- The House, regia di David Krae (2006)
- Il mistero del bosco (The Woods), regia di Lucky McKee (2006)
- Weirdsville, regia di Allan Moyle (2007)
- Dead Mary - Weekend maledetto (Dead Mary), regia di Robert Wilson (2007)
- The Mad, regia di John Kalangis (2007)
- Io non sono qui (I'm Not There), regia di Todd Haynes (2007)
- Hank and Mike, regia di Matthiew Klinck (2008)
- Un amore all'improvviso (The Time Traveler's Wife), regia di Robert Schwentke (2009)
- Flying Lessons, regia di Derek Magyar (2009)
- Stronger - Io sono più forte (Stronger), regia di David Gordon Green (2017)
- American Woman, regia di Jake Scott (2018)

### Televisione
- Starting from Scratch – serie TV, episodio 1x22 (1989)
- Heritage Minutes – serie TV, episodio 2x07 (1992)
- Million Dollar Babies, regia di Christian Duguay – miniserie TV (1994)
- Piccoli brividi (Goosebumps) – serie TV, episodio 1x10 (1996)
- Arthur – serie TV animata, 26 episodi (1997-2018) (voce)
- Shelby Woo, indagini al computer (The Mystery Files of Shelby Woo) – serie TV, episodio 4x04 (1998)
- Hai paura del buio? (Are You Afraid of the Dark?) – serie TV, episodio 7x05 (2000)
- Un lupo mannaro americano a scuola (Big Wolf on Campus) – serie TV, episodio 2x17 (2000)
- Jackie Bouvier Kennedy Onassis, regia di David Burton Morris – film TV (2000)
- Vampire High – serie TV, episodio 1x02 (2001)
- Starhunter – serie TV, episodio 2x03 (2003)
- La tela del ragno (The Grid), regia di Mikael Salomon – miniserie TV, 5 episodi (2004)
- Beach Girls, regia di Paul Shapiro e Sandy Smolan – miniserie TV (2005)
- Passioni pericolose (Flirting with Danger), regia di Richard Roy – film TV (2006)
- Between Truth and Lies, regia di John Bradshaw – film TV (2006)
- StarStruck - Colpita da una stella (Starstruck), regia di Michael Grossman – film TV (2010)
- Saving Hope – serie TV, episodio 3x14 (2015)

## Doppiatrici italiane
Nelle versioni in italiano delle opere in cui ha recitato, Maggie Castle è stata doppiata da:
- Valentina Mari in StarStruck - Colpita da una stella, The Jackal
- Letizia Scifoni in Io non sono qui
- Cristiana Rossi in American Woman